# Tramway d'Alicante
Le tramway d'Alicante (en espagnol : Tranvía de Alicante), exploité commercialement comme TRAM Metropolitano de Alicante (en français : « TRAM Métropolitain d'Alicante », en valencien : TRAM Metropolità d'Alacant), est un service de transport collectif en site propre de type tramway et train de banlieue qui dessert Alicante et les comarques de l'Alacantí, la Marina Baixa et la Marina Alta.
Issu des voies métriques de la Feve, le réseau entre en service en 2003, après l'exploitation de la ligne Alicante - Dénia puis une expérimentation de tramway sur le littoral alicantin de la part des Ferrocarrils de la Generalitat Valenciana (FGV). À partir de 2007, les lignes s'étendent progressivement, avec notamment un parcours souterrain permettant de rallier le centre d'Alicante, et des prolongements dans le secteur des plages, vers l'université et jusqu'à Benidorm.

## Historique

### Ancien réseau
Alicante est dotée d'un premier réseau de tramway, entre 1893 et 1969. Doté de sept lignes et long de 32 km, il desservait entre autres Mutxamel, Sant Vicent del Raspeig et le cimetière municipal.

### Prémices du retour
Le 1er janvier 1987, à la suite du transfert des infrastructures à voie métrique de la compagnie publique Ferrocarriles de vía estrecha (Feve) à la Généralité valencienne, l'entreprise publique territoriale Ferrocarrils de la Generalitat Valenciana (FGV) entreprend d'exploiter la ligne entre Alicante et Dénia — ouverte en 1915 comme prolongement d'une ligne lancée l'année précédente reliant Alicante à Altea — au moyen de trains à moteur Diesel. Ceux-ci jouissent avant tout d'un fort potentiel touristique et n'ont que peu de répercussion sur les transports des habitants au quotidien.
La première expérience de tramway est lancée le 17 mars 1999 avec une rame Combino qui parcourt d'abord en site propre 675 m entre la place de la Porte de la Mer (Puerta del Mar) et la station La Marina, puis 2 825 m jusqu'à la station Albufereta, sur les voies de la ligne Alicante - Dénia.

### Lancement
En raison du succès rencontré par la ligne Puerta del Mar - Albufereta, le département des Infrastructures de la Généralité lance en décembre 2001 les travaux permettant de doter Alicante d'un réseau de transport en commun moderne et de grande capacité, la cinquième ville dans ce cas après Madrid, Barcelone, Valence et Bilbao. Le 15 août 2003 est mise en service la première ligne permanente du tramway d'Alicante, entre Puerta del Mar et El Campello, soit un parcours de seize stations et 12 km. À cette occasion, plus de 30 000 m2 d'espaces adjacents à la ligne sont totalement reconfigurés.

### Prolongements
L'année 2007 est marquée par les premières extensions du réseau. Le 10 mai, un tronçon partiellement souterrain est mis en service depuis la station La Isleta, qui dessert deux nouvelles stations et rapproche le tramway du centre d'Alicante, faisant son terminus à Mercado. À peine un mois plus tard, le 15 juin, une section ralliant Cabo Huertas, donc le secteur des plages, entre en service en tant que ligne 4. Enfin, le 30 juillet voit le lancement du prolongement nord de la ligne 1, qui connecte Alicante avec La Vila Joiosa via El Campello, où prend fin la ligne 3.
Une nouvelle extension entre en service le 2 juin 2008, qui pousse le réseau jusqu'à Benidorm. En conséquence, le transfert des voyageurs de la ligne 9, depuis et vers Dénia, s'y effectue désormais, en lieu et place de la station Creueta, à La Vila Joiosa. En décembre 2009, la boucle de la ligne 4 est achevée, renforçant la desserte du quartier de la plage San Juan.
Le 18 juin 2010, la station souterraine Lucero, qui fera désormais terminus aux lignes 1, 3 et 4, est inaugurée, ainsi que le tunnel qui la relie à la station Mercado. De cette manière, le centre-ville de la capitale provinciale est directement relié au secteur des plages, à El Campello et à Benidorm. En parallèle, le tronçon originel au départ de Puerta del Mar est réactivé comme service navette jusqu'à Sangueta, où les voyageurs retrouvent les lignes 1, 3 et 4. Cette ligne, baptisée 4L et longue de 1,25 km, est supprimée le 1er juillet 2013, faute d'une demande suffisante,.
La ligne 2, qui relie la station Lucero à Sant Vicent del Raspeig en desservant plusieurs quartiers de la périphérie alicantine et le campus universitaire, est mise en service le 4 septembre 2013, avec trois ans de retard sur la date prévue et sans que le gouvernement régional ne soit parvenu à en privatiser l'exploitation,.
À la suite du percement du tunnel de la Serra Grossa à double voie, qui remplace le tracé littoral à voie unique entre Sanguetta et La Isleta, la ligne 5 est ouverte au public le 10 juin 2019. Suivant le parcours de la ligne 4 sur 15 stations, elle se sépare de celle-ci à Sangueta pour suivre son propre tracé jusqu'à Porta del Mar, reprenant le service de la navette 4L.
Le 29 juillet 2021, le gouvernement valencien dévoile un plan d'extension du réseau à l'horizon 2027, consistant à prolonger les lignes 1, 2, 3 et 4 jusqu'au sud-ouest d'Alicante en desservant la gare ferroviaire par un tunnel déjà creusé mais jamais mis en service ; à prolonger la ligne 2 jusqu'à l'hôpital de Sant Vicent del Raspeig ; à prolonger les lignes 1 et 3 jusqu'à Sant Joan d'Alacant et Mutxamel ; et à créer une ligne 6 reliant la gare ferroviaire à l'hôpital de Sant Vicent en partie sur un tracé entièrement nouveau.

## Réseau
D'une longueur de 111,708 km, dont 3,665 km en souterrain, le réseau comprend un total de six lignes et soixante-et-onze stations, dont trois en souterrain.

### Actuel

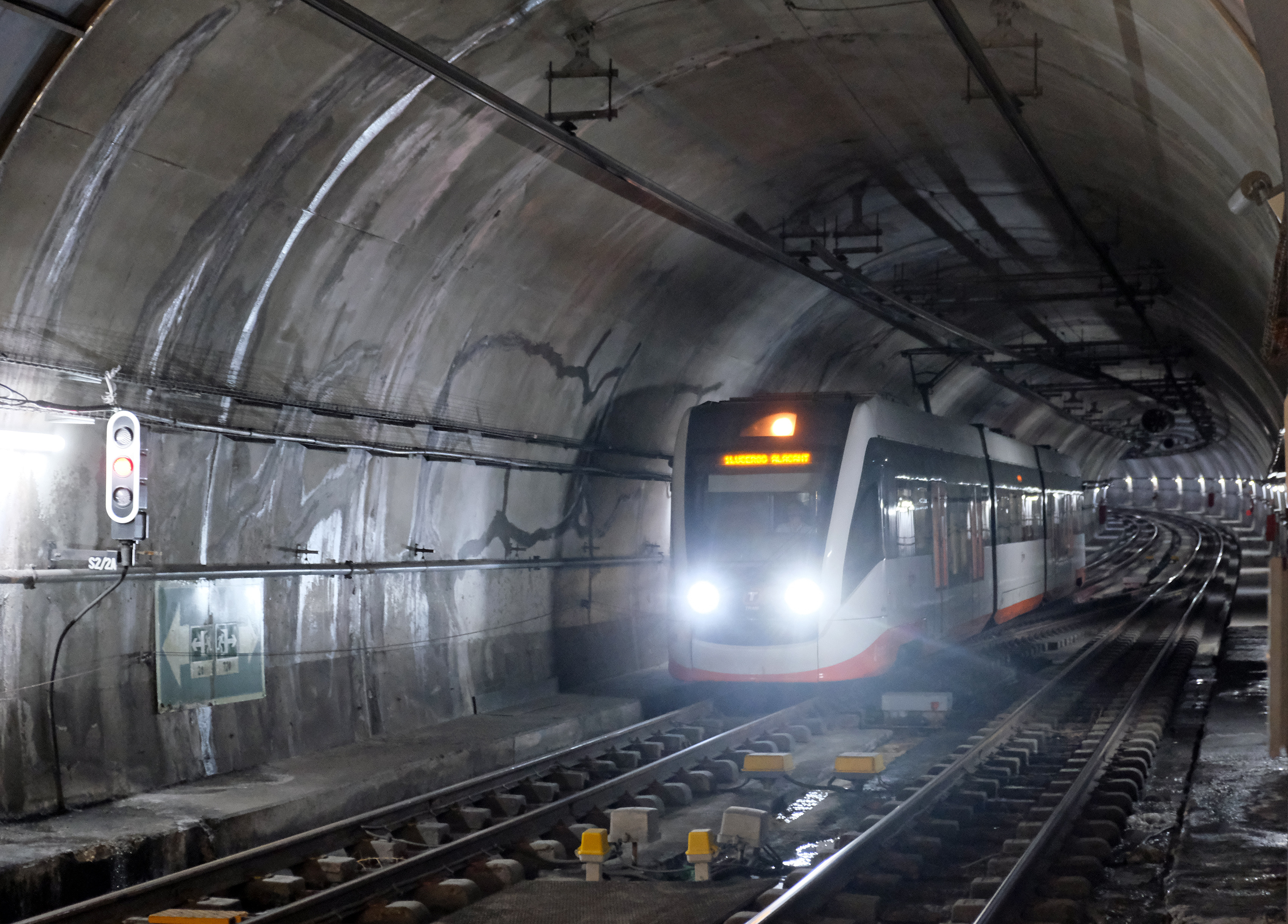
Un train 4100 dans le tunnel ferroviaire d'Alicante.

| Ligne                         | Parcours                          | Stations | Longueur (km) | Passagers (2023) |
| ----------------------------- | --------------------------------- | -------- | ------------- | ---------------- |
| Ligne 1 du tramway d'Alicante | Luceros – Benidorm Intermodal     | 20       | 44,57 km      | 3 756 759        |
| Ligne 2 du tramway d'Alicante | Luceros – Sant Vicent del Raspeig | 14       | 7,21 km       | 7 166 920        |
| Ligne 3 du tramway d'Alicante | Luceros – El Campello             | 17       | 14,40 km      | 3 009 304        |
| Ligne 4 du tramway d'Alicante | Luceros – Plaza La Coruña         | 18       | 14,61 km      | 2 200 070        |
| Ligne 5 du tramway d'Alicante | Porta del Mar – Plaza La Coruña   | 17       | 13,29 km      | 1 089 005        |
| Ligne 9 du tramway d'Alicante | Benidorm – Dénia                  | 18       | 50,86 km      | 1 045 745        |
| Total                         | Total                             | 71       | 111,71 km     | 18 267 803       |

### À venir
Le 29 juillet 2021, le gouvernement de la Communauté valencienne annonce un plan d'extension du réseau à l'horizon 2027 qui consiste à : 
- prolonger les lignes 1, 2, 3 et 4 depuis Lucero jusqu'à la gare ferroviaire d'Alicante (es), en faisant circuler les tramways et trains par le tunnel creusé dans cette optique en 2010 mais jamais mis en service faute de moyens financiers, puis jusqu'aux quartiers sud-ouest d'Alicante ;
- prolonger la ligne 2 jusqu'à l'hôpital de Sant Vicent del Raspeig ;
- créer la ligne 6 entre la gare ferroviaire et l'hôpital de Sant Vicent del Raspeig, avec de nouvelles voies jusqu'aux environs de la station Ciudad Jardín de la ligne 2 ;
- prolonger les lignes 1 et 3 jusqu'à Sant Joan d'Alacant en 2026, puis Mutxamel en 2027.

## Matériel roulant
Le réseau utilise quarante-trois rames, correspondant à différents matériels : 
- neuf trains série 4100 (Vossloh) à traction électrique ayant les caractéristiques d'un tram-train, capables de circuler jusqu'à 100 km/h et d'une capacité de 315 passagers ;
- vingt-deux tramways série 4200 (Bombardier), capables de circuler jusqu'à 70 km/h et d'une capacité de 277 passagers ;
- six trains série 5000 (Stadler Rail) à traction Diesel-électrique ayant les caractéristiques d'un tram-train, capables de circuler jusqu'à 100 km/h et d'une capacité de 303 passagers ;
- six trains série 2500 à traction Diesel, issus d'une modernisation des séries 2300 (MAN), autorisés à circuler jusqu'à 80 km/h et d'une capacité de 259 passagers.

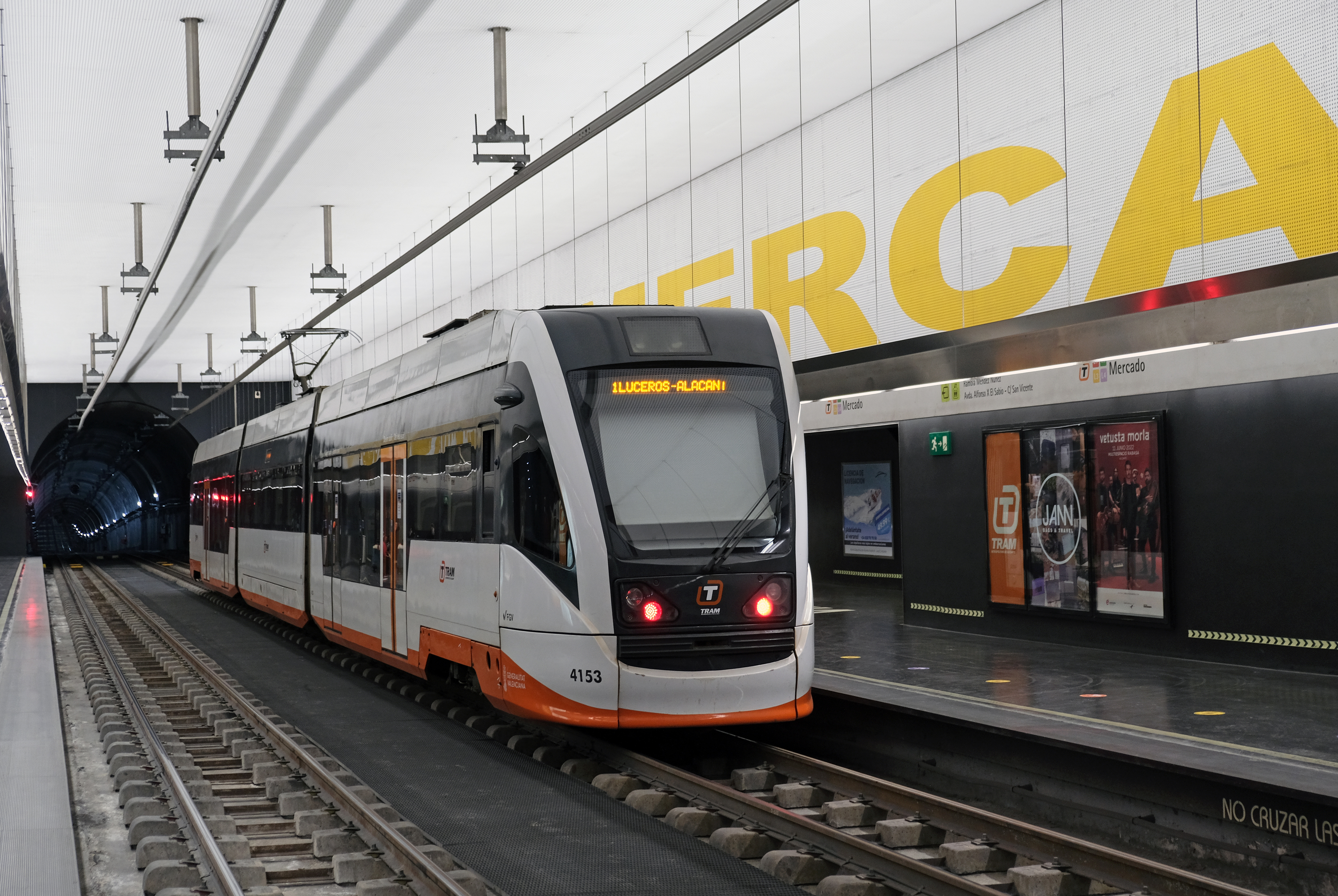
Un train 4100 à la station souterraine Mercado.
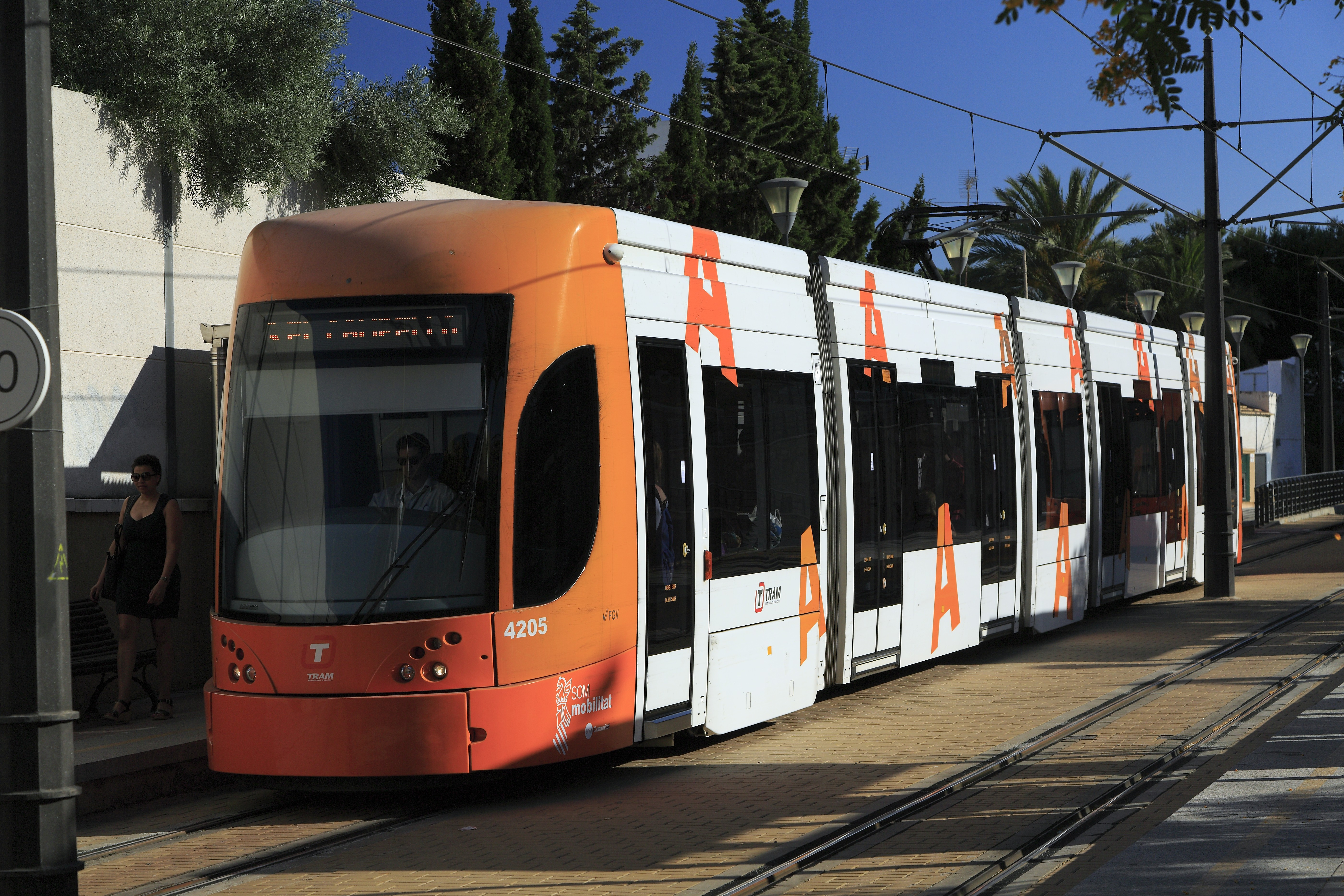
Un tramway 4200 à la station La Isleta.
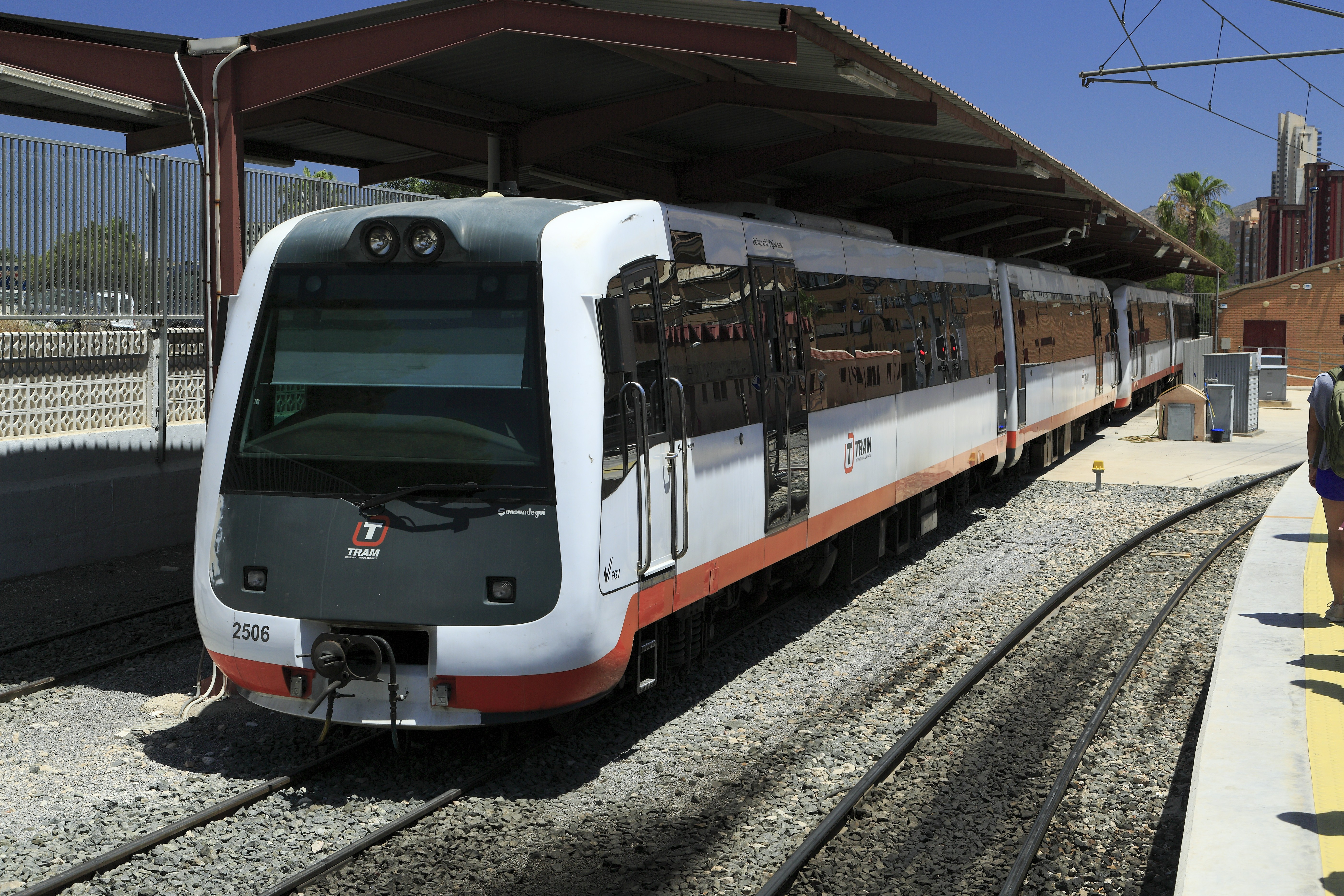
Un train 2500 à la station Benidorm.

## Exploitation
Le réseau du tramway d'Alicante est exploité par l'entreprise publique Ferrocarrils de la Generalitat Valenciana (FGV), appartenant à la Généralité valencienne. Le poste de commande centralisé est situé dans un bâtiment installé près de la station La Marina, tandis que le garage-atelier est installé sur le territoire de la commune d'El Campello. Bien que certains trains parcourent de grandes distances et leur service s'apparente à celui d'un train de banlieue, le tramway d'Alicante ne peut être qualifié de tram-train puisqu'il ne partage aucune des voies ferrées qu'il emprunte avec d'autres trains.